# ヴァスコ・ダ・ガマ橋
ヴァスコ・ダ・ガマ橋 (Ponte Vasco da Gama) は、ポルトガルのテージョ川河口（三角江）部に架けられた斜張橋。リスボン近郊のサカヴェン (Sacavém) とモンチジョ (Montijo) を結ぶ。全長は17.2kmあり、2018 年に長さ約 18 km のクリミア大橋が完成するまでヨーロッパで最も長い橋として知られていた。

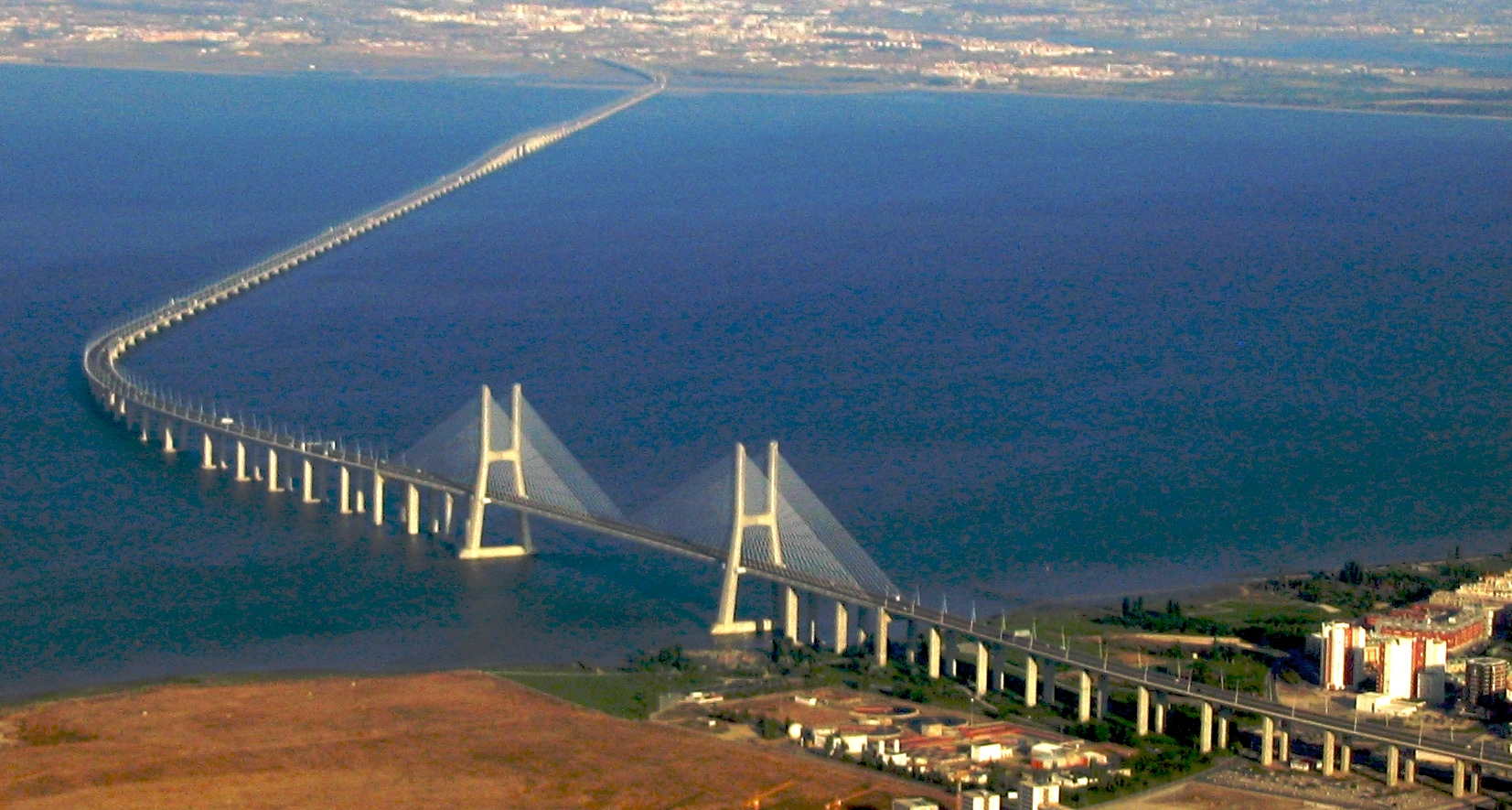
ヴァスコ・ダ・ガマ橋

1995年に着工され、リスボン国際博覧会開催直前の1998年3月29日に開通した。ヴァスコ・ダ・ガマ橋という名前は、航海者ヴァスコ・ダ・ガマのインド到達500周年を記念して付けられた。
上り（モンチジョからサカヴェンに向かう）方向のみ通行料2.2ユーロが課される。
サカヴェン側ではA1、第2環状、A8と、モンチジョ側では、A12に接続している。リスボンの他の橋（4月25日橋）の混雑を軽減する目的で建設された。
斜張橋部が100km/h制限になっている以外、ほかの高速道路と同じように120km/hの速度制限で、橋は6車線になっている。強風、雨、霧のときは速度制限は90km/hになる。